# Czarna Włoszczowska
Die Czarna Włoszczowska ist ein rechter Zufluss der Pilica in der Woiwodschaft Heiligkreuz in Polen. Sie gehört damit dem Flusssystem der Weichsel an.

## Geografie
Die Czarna Włoszczowska entspringt bei dem Dorf Ostra Górka in der Mesoregion  Pasmo Przedborsko-Małogoskie in der Woiwodschaft Heiligkreuz. Sie fließt von dort in überwiegend westlicher Richtung im Powiat Włoszczowski, durchläuft dabei das Landschaftsschutzgebiet Przedborski Park Krajobrazowy, nimmt die von links kommenden Zuflüsse Nowa Czarna und Czarna Struga auf und mündet nach einem Lauf von 47,5 Kilometern bei dem Dorf Ciemiętniki unterhalb von Maluszyn auf einer Höhe von rund 201 m in die Pilica. Das Einzugsgebiet wird mit 637 km² angegeben. Das Flüsschen berührt keine größeren Orte.